# Renatus Leonard Nkwande

Wappen von Renatus Leonard Nkwande

Renatus Leonard Nkwande (* 12. November 1965 in Mantare) ist ein tansanischer Geistlicher und römisch-katholischer Erzbischof von Mwanza.

## Leben
Renatus Leonard Nkwande empfing am 2. Juli 1995 die Priesterweihe.
Papst Benedikt XVI. ernannte ihn am 27. November 2010 zum ersten Bischof des mit gleichem Datum errichteten Bistums Bunda. Die Bischofsweihe spendete ihm der Erzbischof von Daressalam, Polycarp Kardinal Pengo, am 20. Februar des nächsten Jahres; Mitkonsekratoren waren Jude Thadaeus Ruwa’ichi OFMCap, Erzbischof von Mwanza, und Michael George Mabuga Msonganzila, Bischof von Musoma.
Am 11. Februar 2019 ernannte ihn Papst Franziskus zum Erzbischof von Mwanza. Die Amtseinführung fand am 12. Mai desselben Jahres statt.